# らんの里堂ヶ島
らんの里堂ヶ島（らんのさとどうがしま）は、静岡県賀茂郡西伊豆町にあった、ランの展示・生産を主体とした植物園。2013年7月31日に営業を終了した。

## 施設概要
敷地総面積は136,315m2。「オーキッドフォーラム」をはじめ大小9棟の展示棟に1万鉢、8400種が展示され、温室では常時6000鉢を鑑賞できた。屋外には展望デッキや四季の花畑、長さ80m・高さ22mの伊豆半島最長の吊り橋などがある。2007年12月16日には西伊豆海岸一帯がNPO法人地域活性化支援センターにより恋人の聖地に認定され、園内に「ラブパワースポット‘愛の絆’」が設けられた。

## 沿革
1968年（昭和43年）に、「農事組合法人堂ヶ島洋ランセンター」として設立。2004年に同法人が40億円の負債を抱え民事再生法の適用を申請。農林漁業金融公庫の支援を受け、2005年10月に、日比谷花壇グループの株式会社日比谷アミューズメントプランニング（同時期に、株式会社ブルーメンHIBIYAより社名変更）が運営を引き継いだ。2006年3月15日に、「らんの里堂ヶ島」としてリニューアルオープンした。再オープン当初は年間約12万人の来場者がいたが、2011年以降は年間5〜6万人と半減した。このため、2013年7月31日をもって営業を終了した。その後、堂ヶ島の観光施設とは別の田子入り口にある生産と育成の温室跡地を西伊豆町が2億円で敷地を購入。小学校・幼稚園・保育園の移転統合先の候補となったが、2.6ヘクタールの敷地のうち約1/3が盛り土で、支持基盤まで25m以上の深さがあり、20～30億円の地盤改修費用が掛かることが判明した。このため、当地への移転は断念された。

## ビオスの丘
（農事）堂ヶ島洋ランセンターは1983年に沖縄県石川市（現・うるま市）の市有地を賃借し、洋ランの生産を開始。1991年に観光施設を着工したが、1997年に有限会社らんの里沖縄に事業主体を移し、1998年4月29日に「ビオスの丘」として開業した。
「らんの里」は以下に示す3項目を事業の目的に掲げ、その具現化をめざしている。
人と自然との接点となるらんを含めた山野の植物や生物の自然の営みのなかに身をおき、単に花を観賞するだけでなく精神的な安らぎと、充実した時を得られるように配慮した「自然の生命とふれあうことのできる場所」を提供する地域の核となる地域の個人や農家でのらんを中心とした花卉の栽培や生産を支援し、それらの人々の活力を導入して、地域と外部の人や組織との橋渡し役となり、幅広い文化活動や経済活動の発展に寄与する研究と交流の拠点となるらんを中心とした植物や、野生の生物に関する知識、保全や育成技術、ディスプレーなどのテーマをとおして情報発信や技術交流を行い「らんの里」で感じ、発見することによる感動を共有することによって、さらに深い知識や技術を高める機会をつくる1992年1月1日に開園した「らんの里堂ヶ島」に次いで、「らんの里沖縄(仮称)」を1998年1月の開園を目指していた。
所在地は沖縄県石川市嘉手苅961で設計は山本紀久(環境·修景計画から設計·監修)高橋俊守(生物調査)プランタゴ田瀬理夫(全体計画·監修)。技術協力·提携に花城良廣(熱帯植物)伊丹市昆虫館(チョウ食草)九州東海大学農学部(現東海大学農学部。野生ラン自然馴化テストフィールド提供)。施工・管理が前原造園土木、堂ケ島洋らんセンター環境管理班(樹林整備,植栽)堂ヶ島洋らんセンター栽培班(野外ラン着生)喜久嶺政仁(土木施工監督)名護朝末、内山グリーン(植栽材料納入)で、施工期間は1992年から実施されてきた。
堂ヶ島は、西伊豆固有の植物が生育する国立公園区域を含むが、敷地の大半は、荒れた2次林と放棄されて薮化した耕作地であった。
「沖縄」の場合も沢や溜池を含む起伏に富んだ丘陵地形をもつが、大半がかつて人手の入ったスダジイの萌芽林、リュウキュウマツの2次林で覆われた一見何の変哲もない山原(本島北部)やんはるの森である。
「沖縄」も「堂ヶ島」と同様の目的に向けて計画·施工を進められた。
その取り組みの要点と具体の現況として、樹林を多様化して修景効果を高めるため、一見均質に見えるスダジイとリュウキユウマツ主体の既存林の、方位や乾湿によって異なる林内や林縁の植生を読み取り、間引きや下刈りの程度を加減して遷移系列に適する在来種を主体としたつる植物、着生植物、林床、林縁植物を補植している。